# Jelizovo
Jelizovo (oroszul: Елизово) egy város Oroszország Kamcsatkai határterületén, ami az Avacsa folyó mentén fekszik, 32 kilométerre Petropavlovszk-Kamcsatszkijtől.

## Történet
1848-ban alapították Sztarij Osztrogként, ami addig faluként szolgált, később átnevezték Zavojszkora, az orosz admirális, Vaszilij Zavojszko után.

## Közigazgatás
A közigazgatási felosztáson belül Jelizovo a Jelizovói járáshoz tartozik, ami közigazgatási központként szolgál, bár az nem része annak.

## Szállítás és infrastruktúra
A szállítás legfontosabb részeként a Petropavlovszk-Kamcsatszkiji Repülőtér szolgál, Kamcsatka legnagyobb repülőtereként. Egy jelentős szovjet telemetriai állomás, a NIP-6 is közelben feküdt egykoron.
Jelizovóban van még egy hosszú-hullámverési állomás is, a 255 m magas ARRT-Antenna.